# 四数龙胆
四数龙胆（学名：Gentiana lineolata）为龙胆科龙胆属的植物，为中国的特有植物。分布在中国大陆的云南、四川等地，生长于海拔600米至4,000米的地区，一般生长在林下、林缘或草坝，目前尚未由人工引种栽培。
其种加词“lineolata”意为“线条的”。